# 무역의 날
무역의 날은 12월 5일이다. 한국무역협회가 주최하고 대한민국 산업통상자원부 주관하는 무역의 균형적 발전과 무역입국의 의지를 다짐하는 행사를 개최하는 대한민국의 기념일이다.

## 유래
대한민국이 수출 1억 달러를 처음으로 달성한 1964년 11월 30일을 기리어 수출의 날로 제정되었다. 1990년부터 무역의 날로 이름을 바꾸었고, 2011년까지 11월 30일이었다. 2011년 12월 5일, 대한민국이 세계에서 9번째로 무역 규모 1조 달러를 달성한 국가가 된 계기로 2012년부터 12월 5일로 변경하여 지내고 있다.